# Jürgen Heun
Jürgen Heun (* 26. května 1958, Günthersleben-Wechmar) je bývalý východoněmecký fotbalista, útočník, reprezentant Východního Německa (NDR).

## Fotbalová kariéra
Ve východoněmecké oberlize hrál za FC Rot-Weiß Erfurt, nastoupil ve 341 ligových utkáních a dal 114 gólů. V Poháru UEFA nastoupil v 4 utkáních. Za reprezentaci Východního Německa (NDR) nastoupil v letech 1980-1985 v 17 utkáních a dal 4 góly.

## Ligová bilance
| Ročník                | Zápasy | Góly | Klub               |
| --------------------- | ------ | ---- | ------------------ |
| I. liga 1976/77       | 10     | 1    | FC Rot-Weiß Erfurt |
| I. liga 1977/78       | 20     | 0    | FC Rot-Weiß Erfurt |
| I. liga 1978/79       | 24     | 11   | FC Rot-Weiß Erfurt |
| I. liga 1979/80       | 23     | 5    | FC Rot-Weiß Erfurt |
| I. liga 1980/81       | 25     | 11   | FC Rot-Weiß Erfurt |
| I. liga 1981/82       | 26     | 16   | FC Rot-Weiß Erfurt |
| I. liga 1982/83       | 25     | 12   | FC Rot-Weiß Erfurt |
| I. liga 1983/84       | 24     | 6    | FC Rot-Weiß Erfurt |
| I. liga 1984/85       | 25     | 7    | FC Rot-Weiß Erfurt |
| I. liga 1985/86       | 26     | 8    | FC Rot-Weiß Erfurt |
| I. liga 1986/87       | 26     | 10   | FC Rot-Weiß Erfurt |
| I. liga 1987/88       | 25     | 15   | FC Rot-Weiß Erfurt |
| I. liga 1988/89       | 23     | 7    | FC Rot-Weiß Erfurt |
| I. liga 1989/90       | 15     | 3    | FC Rot-Weiß Erfurt |
| I. liga 1990/91       | 24     | 2    | FC Rot-Weiß Erfurt |
| 2. bundesliga 1991/92 | 29     | 7    | FC Rot-Weiß Erfurt |
| CELKEM I. liga        | 341    | 114  |                    |